# Hyakumonogatari Kaidankai

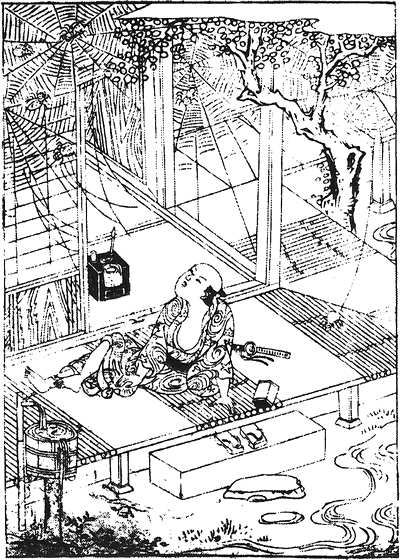
Eine Spinnenfrau (Jorōgumo) aus Taihei Hyakumonogatari

Beim Hyakumonogatari Kaidankai (jap. 百物語怪談会, etwa „Sammlung von 100 übernatürlichen Erzählungen“) handelt es sich um ein in der Edo-Zeit beliebtes Gesellschaftsspiel, bei dem Geistergeschichten erzählt wurden, um dem Aberglauben nach bei Vollenden der hundertsten Erzählung die Beschwörung von Geistern durchzuführen. Die Wurzeln dieses Brauches wurden aus dem buddhistischen Glauben entlehnt.

## Ablauf
Die Teilnehmer versammelten sich im Sommer nach Einbruch der Dunkelheit an einem Ort, wo drei abgetrennte Räume benutzt wurden. Im dritten Raum wurden insgesamt einhundert andon (Papierlaternen) entzündet und ein Spiegel wurde auf einem kleinen Tisch platziert. Danach wurde, sobald vollkommene Dunkelheit herrschte, im ersten Raum eine Versammlung aller Teilnehmer abgehalten und jeder von ihnen erzählte reihum eine Geschichte von Geistern oder übernatürlichen Vorkommnissen (sogenannte kaidan), die sich meist auf volkstümliche Sagen oder angebliche Berichte von Geistersichtungen beriefen. Sobald eine Geistergeschichte erzählt worden war, schritt der Erzähler hinüber in den dritten Raum und löschte eine der Laternen aus und warf einen Blick in den Spiegel, bevor er sich wieder in den ersten Raum begab. So wurde mit Fortschreiten der Nacht mit jeder weiteren kaidan der Raum immer dunkler, bis bei der letzten, der hundertsten Erzählung das Licht im Raum verlosch, was dem Glauben nach den durch die Geschichten beschworenen Geistern die Möglichkeit gab, nun in die echte Welt überzutreten. So war es oftmals, dass viele der Teilnehmer bis zur 99. Erzählung abbrachen, aus Angst, böse Geister zu erwecken.

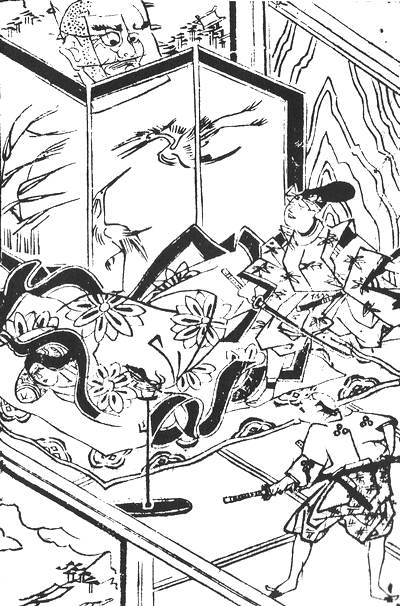
Der Monstermönch Ōbōzu aus Shokoku Hyakumonogatari

## Ursprünge
Wenngleich die genaue Herkunft des Brauches nicht genau geklärt werden kann, so wird vermutet, dass das Hyakumonogatari Kaidankai ursprünglich von den Samurai als Mutprobe ausgeübt wurde. In der Kindergeschichte Otogi Monogatari von Ogita Ansei aus dem Jahr 1660 wird eine Version des Spieles beschrieben, in der mehrere junge Samurai in dieser Art und Weise einander Sagen erzählen. Als einer von ihnen die hundertste Erzählung beendet und die Laterne löscht, bemerkt er plötzlich eine riesige Hand, die ihn von oben herab zu ergreifen sucht. Mehrere andere Samurai verstecken sich vor Angst, während der Erzähler sein Schwert schwingt und sich herausstellt, dass die „Hand“ nur der Schatten einer kleinen Spinne war.
Nachdem das Hyakumonogatari Kaidankai in den Aristokratenkreisen beliebt wurde, verbreitete es sich bis in die Arbeiterklasse und Unterschicht hindurch. Viele Leute begaben sich zum Teil sogar auf Reisen, um neue Sagen und Erzählungen aus dem Land zusammenzutragen, da das Spiel zunehmendes Interesse geweckt hatte. Die Geschichten wiesen oftmals Elemente des buddhistischen Prinzips von Karma auf oder beschäftigen sich mit der Rache von Personen aus dem Jenseits für erlittenes Unrecht.
Mit Aufkommen von massentauglichen Druckmedien wurden diese Monogatari zu einer wahren Popkultur und resultierte in einer stark gestiegenen Veröffentlichung von Büchern zum Thema Kaidan mit Sagen aus ganz Japan und China. Im Jahr 1677 wurde das erste Sammelwerk dieser Art unter dem Namen Shokoku Hyakumonogatari („100 Geschichten aus vielen Ländern“) herausgegeben, was als Sammlung internationaler Märchen – für damals eine seltene Erscheinung – Berühmtheit erlangte. Zudem behaupteten die Herausgeber, dass jede der Geschichten wahr gewesen wäre. Auch nachdem das Spiel außer Mode gekommen war, waren Bücher aus dem Hyakumonogatari-Genre eine lange Zeit höchst beliebt.

## Erwähnung in späteren Werken
Der Maler Maruyama Ōkyo erstellte im 18. Jahrhundert als einer der ersten Künstler der damaligen Zeit eine Vielzahl an Gemälden von Yūrei, den japanischen Gespenstern, die in dem Spiel beschworen wurden. In der Moderne fanden die Hyakumonogatari Kaidankai Einzug in eine Vielzahl an japanischen Horrorfilmen und urbanen Legenden, die Anleihen an die Geschichten des Spieles darstellen.
Fuji TV strahlte im Jahr 2002 die Fernsehserie Kaidan Hyakumonogatari auf Basis des klassischen Spieles aus, in der traditionelle kaidan erzählt wurde. Die Serie umfasste elf Episoden und beschäftigte sich unter anderem mit der Sage von der Yuki-onna.
Auch im Westen kam das Phänomen vereinzelt an, wie zum Beispiel in der Doku-Dramaserie Paranormal State von A&E Network, in der in einer Episode von Mitgliedern der Penn State Paranormal Research Society das alte japanische Spiel Game of One Hundred Candles während einer Untersuchung in einem verfluchten Studentenheim gespielt wird, was einen offensichtlichen Bezug darstellt.